# غرايم هاربر
غرايم هاربر (بالإنجليزية: Graeme Harper)‏ هو كاتب أسترالي، ولد في 1959.